# Ridgetop
Ridgetop és una població dels Estats Units a l'estat de Tennessee. Segons el cens del 2000 tenia 1.083 habitants.

## Demografia
Segons el cens del 2000, Ridgetop tenia 1.083 habitants, 385 habitatges, i 314 famílies. La densitat de població era de 261,3 habitants/km².
Dels 385 habitatges en un 32,7% hi vivien nens de menys de 18 anys, en un 67,5% hi vivien parelles casades, en un 9,6% dones solteres, i en un 18,4% no eren unitats familiars. En el 16,1% dels habitatges hi vivien persones soles el 7,3% de les quals corresponia a persones de 65 anys o més que vivien soles. El nombre mitjà de persones vivint en cada habitatge era de 2,71 i el nombre mitjà de persones que vivien en cada família era de 3.
Per edats la població es repartia de la següent manera: un 23,4% tenia menys de 18 anys, un 6,8% entre 18 i 24, un 26,6% entre 25 i 44, un 28,3% de 45 a 60 i un 14,9% 65 anys o més.
L'edat mediana era de 41 anys. Per cada 100 dones de 18 o més anys hi havia 96,2 homes.
La renda mediana per habitatge era de 52.381 $ i la renda mediana per família de 57.589 $. Els homes tenien una renda mediana de 40.813 $ mentre que les dones 26.250 $. La renda per capita de la població era de 19.610 $. Entorn del 4,3% de les famílies i el 4,5% de la població estaven per davall del llindar de pobresa.

## Poblacions més properes
El següent diagrama mostra les poblacions més properes.